# Synagogue de Besalú
Le site archéologique de la synagogue de Besalú est un ensemble patrimonial situé dans la municipalité de Besalú dans la province de Gérone (Catalogne) en Espagne. Il comprend les restes d'une ancienne synagogue médiévale, d'un mikvé (bains rituels), et d'une cour. En 2013, le site a été déclaré Bien culturel d'intérêt national (BCIN) dans la catégorie « zone archéologique » par le département de la culture de la Généralité de Catalogne.

## Communauté juive de Besalú
L'existance d'une communauté juive à Besalú est une première fois attestée en 1229 dans un document émanant du  roi Jacques Ier d'Aragon dans lequel le métier de prêteur est réservé aux Juifs. En 1342 il y a 200 Juifs à Besalú, un quart de la population de la localité. La communauté qui était jusqu'alors rattachée à celle de Barcelone devient indépendante. L'antipape Benoît XIII fulmine la bulle Etsi doctoris gentium,en 1415 qui conduit à la création d'un call (juiverie) où les Juifs sont regroupés.Ce quartier est centré autour de la synagogue et de la place principale de Besalú. La communauté disparait en 1435, année où les Juifs émigrent à Castelló d'Empúries et Granollers.

## Description

### Mikvé
Le mikvé de Besalú a été découvert en 1964 par  Esteve Arboix, propriétaire du terrain où il se situe. Le 2013, l'ensemble de la synagogue de Besalú a été déclaré Bien culturel d'intérêt National (BCIN)  par le département de Culture de la Géneralité de Catalogne,.
Après cette découverte inattendue et la complétion des fouilles, les archéologues ont sollicité l'expertise du rabbin Henri Schilli de Paris, qui s'est rendu sur place accompagné du rabbin David Mordoch de Perpignan. Les deux rabbins ont confirmé que la découverte, compte tenu de sa capacité en eau (40 séah, un volume équivalent à 331 litres), était bien un mikvé.
Le mikvé de Besalú est constitué d'une salle rectangulaire souterraine surmontée d'une voute en berceau à laquelle on accède via une volée de trente-six marches. Le bâtiment est de style roman et il a été bâti en pierre de taille et en travertin. Il comporte une fenêtre orientée est qui éclaire le mikvé.
La profondeur du mikvé permettait un remplissage en eau par contact direct avec la nappe phréatique, sans qu'il y ait eu besoin de créer des canalisations.